# Álvaro de Saavedra
Álvaro de Saavedra (il cui nome completo era Álvaro de Saavedra Cerón; ... – 1529) è stato un navigatore ed esploratore spagnolo, uno dei primi ad esplorare l'Oceano Pacifico.

## Biografia

### Primi anni
La data e il luogo esatti della sua nascita sono sconosciuti, ma nacque alla fine del XV secolo o all'inizio del XVI secolo in Spagna. Era parente di Hernán Cortés, che accompagnò in Messico (Nuova Spagna) nel 1526.

### Spedizione del 1527
Nel 1527, Hernán Cortés organizzò una nuova spedizione per cercare la flotta dispersa della spedizione di Loaísa e affidò al cugino Álvaro il comando della nuova spedizione. Tuttavia, il vero scopo della spedizione era quello di scoprire nuove terre nel Mar del Sud (Oceano Pacifico) e di riportare piante di spezie.
Il 31 ottobre 1527 salparono da Zihuatanejo, nello stato di Guerrero. Il 15 dicembre, dopo aver percorso 1.170 leghe (circa 3.000 miglia o 4.890 km), le navi Espiritu Santo e Santiago furono separate dal gruppo da una tempesta improvvisa e non se ne ebbe più notizia. Il 29 dicembre la nave La Florida avvistò gli atolli di Utirik-Toke, e il 1º gennaio 1528 quelli di Rongelap-Ailinginae, entrambi nelle Isole Marshall, che vennero registrati congiuntamente come "Islas de los Reyes" (Isole dei Re), in riferimento ai Re Magi per la vicinanza con l'Epifania. Il 2 febbraio 1528 La Florida avvistò le Filippine e il giorno seguente gettò l'ancora presso una piccola isola al largo della costa settentrionale di Mindanao, dopo 95 giorni di navigazione e 1.923 leghe percorse.
Il 30 marzo 1528 La Florida raggiunse Tidore, la roccaforte spagnola nelle Molucche, dove vennero trovati i superstiti della spedizione di Loaísa, che si unirono agli spagnoli per combattere i portoghesi nella vicina Ternate.
Per portare a termine le istruzioni della spedizione e portare ulteriore aiuto agli spagnoli di Tidore, Saavedra ripartì verso la Nuova Spagna il 14 giugno 1528. Il 24 giugno 1528, La Florida scoprì le Isole Schouten e sbarcò a Yapen. Queste vennero rispettivamente chiamate "Islas de Oro" (Isole d'Oro) e isola "Payne". Continuarono a costeggiare la Nuova Guinea occidentale e il 15 agosto scoprirono le Isole dell'Ammiragliato, sbarcando a Manus, che registrarono come "Urays La Grande". Navigarono poi verso nord, scoprendo le Isole Nomoi nelle Caroline. Furono però deviati dagli alisei di nord-est che li spinsero nuovamente verso le Molucche, tornando a Tidore il 19 novembre 1528.
Il 3 maggio 1529, Álvaro de Saavedra tentò nuovamente la traversata navigando più a sud. Ancora una volta circumnavigò la parte occidentale della Nuova Guinea arrivando a Manus, quindi si diresse a nord e il 14 settembre scoprì Pohnpei e Ant nelle Caroline. Il 21 settembre scoprirono l'atollo di Ujelang, nelle Marshall, che chiamarono "Los Pintados" (I Dipinti) a causa dei tatuaggi degli abitanti. Il 1º ottobre scoprirono l'atollo di Enewetak, che chiamarono Los Jardines (I Giardini) per la bellezza del luogo e la cordialità degli abitanti. Poco dopo Saavedra morì e Pedro Laso prese il comando. Navigarono verso nord fino al 31°N, ma non trovando venti occidentali e dopo la morte anche di Pedro Laso, decisero infine di tornare nuovamente alle Molucche, arrivando a Halmahera, vicino a Tidore, l'8 dicembre 1529. Furono catturati dai portoghesi e tenuti prigionieri per cinque anni. Nel 1534, otto membri superstiti dell'equipaggio riuscirono a tornare in Spagna.

## Hawaii
Esistono alcuni dubbi sul fatto che esploratori spagnoli siano effettivamente arrivati nelle isole Hawaii due secoli prima della prima visita documentata di James Cook nel 1778. Per due secoli e mezzo i galeoni spagnoli attraversarono il Pacifico seguendo una rotta che passava a sud delle Hawaii diretti a Manila. La rotta esatta era tenuta segreta per proteggere il monopolio commerciale spagnolo dalle potenze concorrenti.
Nel caso della spedizione di Saavedra, l'avvistamento delle Hawaii potrebbe essere avvenuto il 28 novembre 1527, quando venne avvistata terra verso nord, approssimativamente alla longitudine delle Hawaii, ma non fu più ritrovata dopo due giorni di ricerche. È anche possibile che le scomparse Santiago ed Espiritu Santo siano giunte alle Hawaii.
Un antico racconto orale hawaiano narra di uomini bianchi giunti sulle isole molte generazioni fa, accolti dal capo Wakalana. È possibile che questi visitatori fossero membri dell'equipaggio della spedizione di Álvaro de Saavedra.